# Syracuse Football Club
Il Syracuse Football Club, meglio conosciuti come Syracuse Salty Dogs, sono stati una società di calcio statunitense di Syracuse, nello stato di New York.

## Storia
La squadra venne fondata nel 2003 per partecipare alla A-League, seconda serie della piramide calcistica statunitense e, venne affidata all'inglese Laurie Calloway. Nella stagione 2003 i Salty Dogs non riuscirono a superare la fase a gironi del torneo. Nella stagione seguente la squadra ottenne il terzo posto in Eastern Conference, accedendo così ai playoff. Dopo aver superato i Richmond Kickers, impattò nelle finali di conference contro i canadesi del Montréal Impact, che poi si aggiudicarono il torneo.
Al termine del campionato la squadra si sciolse.

## Allenatori
- 2003-2004  Laurie Calloway